# گریگوری تیل
گریگوری تیل (انگلیسی: Grégory Thil؛ زادهٔ ۱۵ مارس ۱۹۸۰) بازیکن فوتبال اهل فرانسه است.
از باشگاه‌هایی که در آن بازی کرده‌است می‌توان به باشگاه فوتبال رئال مادرید و باشگاه فوتبال دیژون اشاره کرد.